# بحيرة بوبو

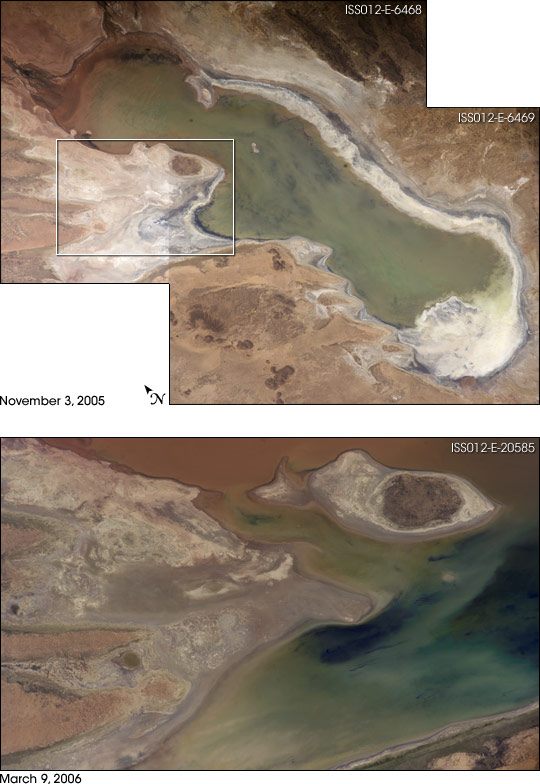
تُظهر الصورة العلوية البحيرة ذات مستويات المياه المنخفضة ، وتكشف مساحات كبيرة من الملح ومسطحات الطين. أدى هطول الأمطار بعد ذلك إلى فيضان بوبو بالمياه الموحلة من نهر ديساجواديرو. تُظهر الصورة السفلية مدى فيضان المسطحات الملحية الغربية ، وهو ما يكفي لإنشاء جزيرة سريعة الزوال - كما هو موضح في المستطيل.

بحيرة بوبو ( (بالإسبانية: Lago Poopó) تلفظ بالإسبانية: /ˈlaɣo po.oˈpo/ ) وكانت البحيرة المالحة كبيرة في منخفض ضحل تقع عند جبال ألتيبلانو في وزارة أورورو ، بوليفيا ،  أي في  ارتفاع يقرب من 3,700 م (12,100 قدم) . لأن البحيرة كانت شاسعة ( 90 by 32 كـم (56 by 20 ميل) ) ، كانت تشكل تقريباً النصف الشرقي من القسم ، والتي تعرف باسم منطقة التعدين في جنوب غرب بوليفيا .  الجزء الدائم كان يغطي من جسم البحيرة ما يصل إلى 1,000 كيلومتر مربع (390 ميل2) وكانت ثاني أكبر بحيرة في البلاد.  البحيرة تأخذ غالب مياهها من نهر ديساجواديرو ، الذي تلتقي مياهها من بحيرة تيتيكاكا في الطرف الشمالي من ألتيبلانو.  وذلك لأن البحيرة كانت تفتقر إلى أي معبر  وقد كان يصل عمقها  إلى 3 م (10 قدم) ، و مساحة السطح تتغاير بشكل كبير موسميًا.
تم تحديد هذه البحيرة كموقع للحفظ في عام 2002 بموجب اتفاقية رامسار . بحلول ديسمبر 2015 ، البحيرة بدا عليها الجفاف تماماً ، ولم يتبق سوى بضع مناطق من مواطن المستنقعات. على الرغم من أن البحيرة قد جفت تمامًا مرتين في الماضي ، إلا أنه لا يبدو أنها ستنتعش مرة أخرى. الأسباب البديلة للانخفاض هي ذوبان الأنهار الجليدية في جبال الأنديز وفقدانها لمياهها ، هذا الجفاف يحصل بسبب ظاهرة تغير المناخ ، ناهيك عن التبديل اللا متوقف للمياه من أجل التعدين والزراعة.

## الأدلة الأثرية
التحقيقات الأثرية التي أجرتها جامعة سان أندريس في لاباز ، بوليفيا ، تظهر فعالية ثقافة وانكاراني في منطقة بوبو. تم إنعاش تلك المناطق الحضرية المركزية المعقدة ،كالقرى وغيرها ، والتي اتسعت وصولاً إلى حوض بوبو خلال فترة التكوين المتأخر ، (200) قبل الميلاد - 200 م) ، ربما بالتزامن مع أنماط الزراعة المتفاوتة. تعايش الرعاة و حياة تجار قوافل اللاما مع المزارعين الذين غالبيتهم مستقرين في نظام توافقي لتبادل السلع والخدمات فيما بينهم.
بعض المحققون الأخرين قاموا بتجربة للفترة التالية ، الإزدهار الإقليمي المبكر ( ق. 300 - 900 م) ، إلى فترة زيادة حجم المناطق المكتظة بالسكان. عمل سكان بوبو الجنوبية على تطوير أسلوبًا فريدًا من السيراميك بأسلوب لولبي مثلثي. يشمل الجزء الشرقي من البحيرة على دليل على جيب تيواناكو المهم ، مع أنماط خزفية من منطقة تيتيكاكا الأساسية والأنماط المحيطة ، مما يدل على العلاقات والتفاعلات بين الشعوب على اختلافها في المنطقة.

## ديناميات البحيرة
المدخل الرئيسي لبحيرة بوبو (حوالي 92٪ من المياه) يأتي من نهر ديساجواديرو الذي يأتي البحيرة من الطرف الشمالي. ينهمر جنوبًا من بحيرة تيتيكاكا . يوجد العديد من المداخل الصغيرة على طول الشاطئ الشرقي للبحيرة ، وكثير منها يكون جافاً معظم أيام العام. في أوقات ارتفاع منسوب المياه ، ترتبط بحيرة بوبو بصحراء سالار دي كويباسا في الغرب. يؤدي منفذ صغير إلى سالار دي اويوني في أقصى جنوب ألتيبلانو ، ولكن نظرًا لأن البحيرة بحاجة إلى أي منفذ رئيسي ، فهي تستند  على أساس أنها حوض داخلي .

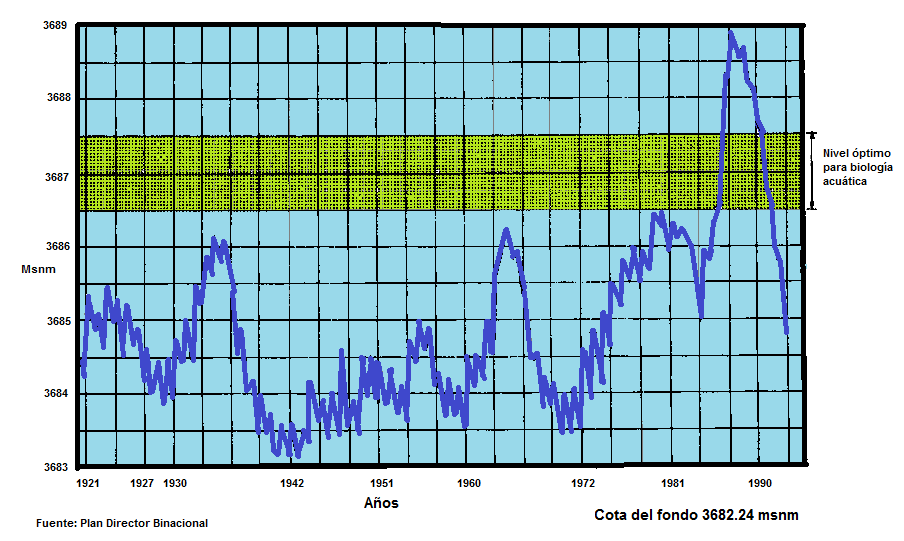
المستويات التاريخية لبحيرة بوبو

في بحيرة تيتيكاكا عندما يكون مستوى المياه أقل من 3,810 م (12,500 قدم) ، فإن تدفق نهر ديساجواديرو يكاد يكون معدوم جدًا لدرجة أنه لم يعد بإمكانه تلافي الخسائر الهائلة والعمل على تعويضها في المياه بسبب ظاهرة التبخر من سطح بحيرة بوبو. في هذه النقطة ،  حجم البحيرة يأخذ في الانخفاض شيئاً فشيئاً. بلغت مساحة البحيرة في أقصى ذروتها في عام 1986 3,500 كـم2 (1,400 ميل2)   . خلال السنوات التي تلت ذلك ،  مساحة السطح بدت تتناقص بشكل مهول حتى عام 1994 ، عندما اختفت البحيرة تمامًا كم أنها لم تك موجودةً سابقاً. الفترة الزمنية بين 1975 و 1992 تعتبر أطول فترة في الآونة الأخيرة عندما كان للبحيرة جسم مائي مستمر. أدى هطول الأمطار في منتصف التسعينيات إلى إعادة إحياء البحيرة من جديد.
تم الإجراءات على أساس جعل المنطقة صالحة بيئياً مرة أخرى ، وذلك بالحصول على التمويل اللازم من قبل الاتحاد الأوروبي . لكن رغم تلك الجهود التي بذلت لم تكن قادرة على تعويض التغييرات الأخرى: منذ عام 1995 ارتفعاع في درجات الحرارة الإقليمية ، وتزامناً مع ذلك تضاعفت معدلات التبخر ثلاث مرات. بالإضافة إلى ذلك ، تم سحب المياه للتعدين والري ، مما أدى إلى تصاعد تلك المشاكل. في 20 يناير 2016 أعلنت الحكومة البوليفية المنطقة على أنها تعتبر منطقة كوارث.

### الملوحة والجيولوجيا

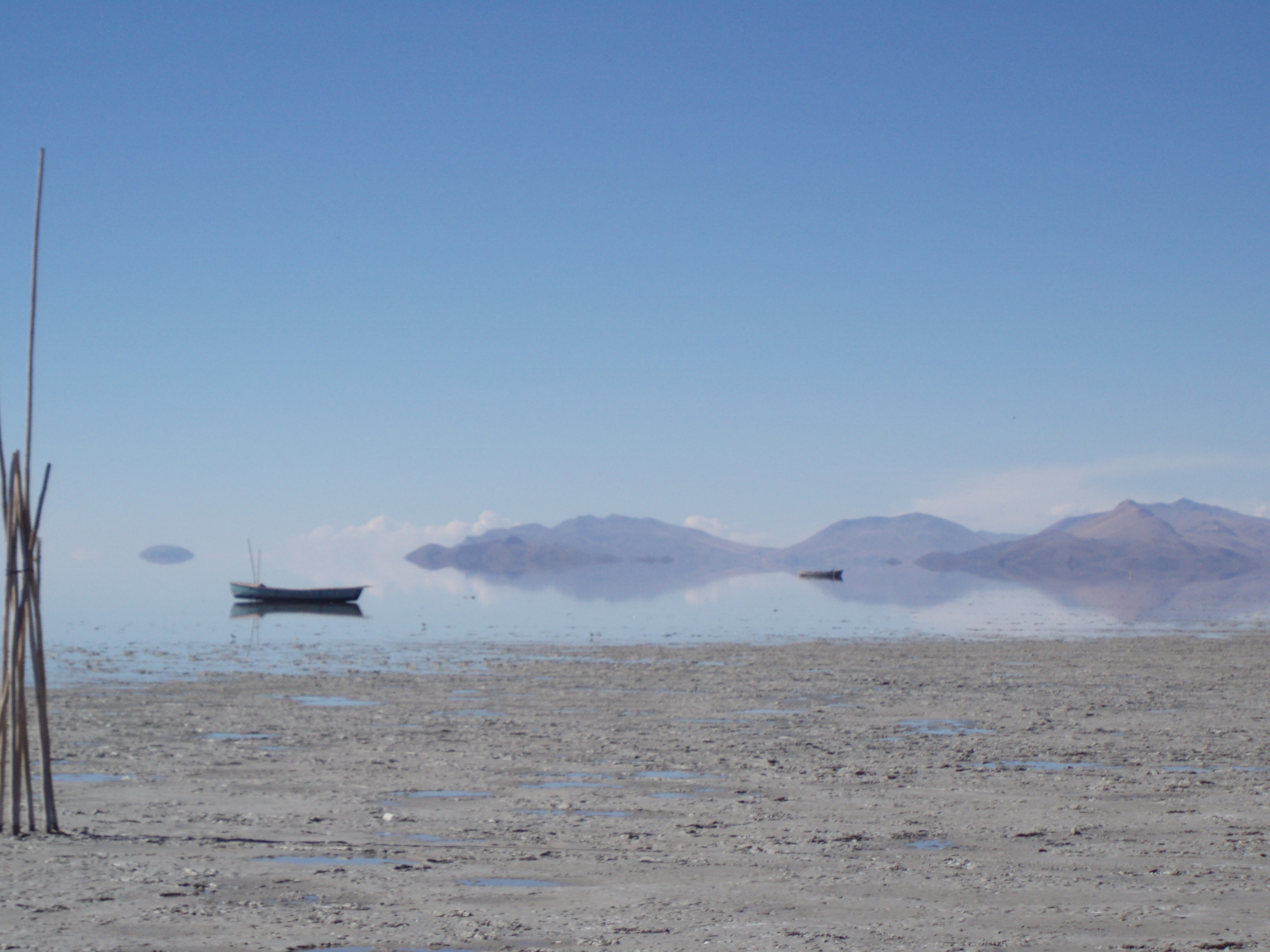
يعتبر الصيد في بحيرة بوبو منخفض النطاق ويتم باستخدام قوارب التجديف والشباك الصغيرة. تُظهر الصورة قوارب يملكها صيادون من ليابالاباني.

بحيرة بوبو ومياهها تعتبر شديدة الملوحة. تحصل تلك  الملوحة بسبب  الطبيعة الداخلية للنظام الهيدرولوجي في ألتيبلانو ، والتي تسمح لجميع الأيونات التي عادةً ما تتعرض للعوامل الجوية بالبقاء في النظام. تزداد ملوحة بحيرة بوبو بفعل المناخ الجاف والتبخر العالي من سطح البحيرة.
في الطرف الشمالي من بحيرة بوبو ، تحدث ظاهرة غريبه ألا وهي تقليل الملوحة وذلك بسبب إنهمار المياه العذبة من نهر ديساجواديرو. يتفاقم انحدار الملح في الماء باتجاه الجنوب.
الملوحة تختلف بإختلاف حجم المياه. أثناء شهري أكتوبر ونوفمبر 2006 ، تم حصول بعض التقاطع للملوحة في الطرف الشمالي من البحيرة ما بين المياه المالحة والمالحة (15-30.000) ملغم / لتر). في الطرف الجنوبي من البحيرة ، تم إعتبار المياه على أساس أنها محلول ملحي (105.000-125.000 ملغم / لتر). ونوع الماء هو 4-2 Na- (Mg) -Cl- (SO 4 ). 
تسود المصادر الجيولوجية لكلوريد الصوديوم (NaCl) ، مثل الهاليت والفلسبار ، عند منطقة الصرف. من الممكن أن تسهم في ملوحة بحيرة بوبو. جسم البحيرة يطل على قمة رواسب حقب الحياة الحديثة ، والتي تتكون من مواد تعتبر غير متماسكة. تلك الرواسب مجرد بقايا من بحيرات شاسعة من عصور ما قبل التاريخ ، والتي غطت ألتيبلانو خلال فترة زمنية لا تقل عن خمس فترات من التجلد.

### التعدين والمعادن الثقيلة
يوجد تقليد للتعدين في حوض بوبو. أمر إستلال المعادن في القرن الثالث عشر لدعم جيش الإنكا. من بعد الاستعمار الأسباني في القرن السادس عشر ، تضاعفت عمليات التعدين على نطاق مهول. فيتلك المرحلة ، المنطقة أصبحت تعرف باسم إحدى مراكز التعدين في بوليفيا.

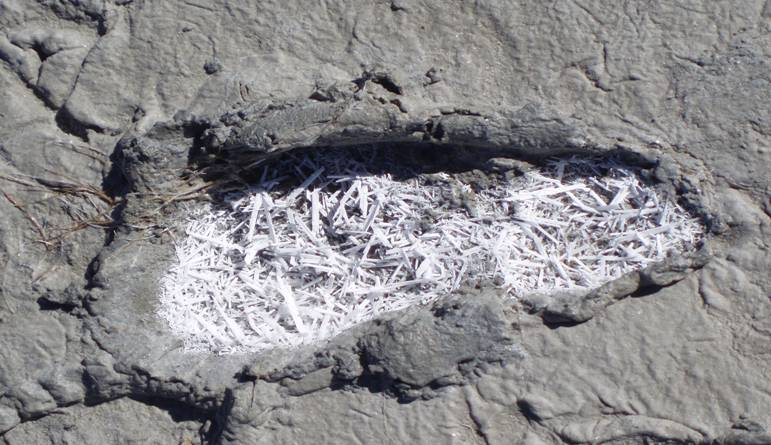
بلورات الملح في آثار أقدام على شاطئ بحيرة بوبو

مناطق التعدين تقع بالقرب من سفوح كورديليرا أورينتال على امتداد الحدود الشرقية لحوض بوبو. من أهم المعادن في الاقتصاد هي الفضة والقصدير .
أوضحت الدراسات على وجود تركيزات مرتفعة من المعادن الثقيلة في المياه السطحية والجوفية لحوض بوبو.هذه المعادن يمكن إيجادها بشكل طبيعي في صخر الأساس ، حيث يتم إطلاقها وذلك عن طريق  عمليات التجوية.أنشطة التعدين تساهم  في زيادة التلوث بالمعادن الثقيلة في المنطقة. و ترشيح الأحماض من المناجم والمعالجة الميكانيكية للخامات يؤدي إلى تسريع العملية.
ظاهر الأمر يقول أن الجزء الأكبر من تلك المعادن الثقيلة المنقولة إلى بحيرة بوبو قد تجمدت في الرواسب السفلية. لكن تركيز الزرنيخ والرصاص والكادميوم في مياه البحيرة قد تجاوزت القيم الإرشادية البوليفية ومنظمة الصحة العالمية لمياه الشرب.

## النباتات والحيوانات
توجد ثلاث أنواع من الأسماك في النظام: pupfish الأصلي أوريستياس وسمك السلور . هذه البحيرة كانت  تمتلك عدد كبير من الأسماك في بحيرتها ، ولكن ما أن حل عام 2017 ، حصول التلوث والتقليل شبه الكامل للمياه أدى إلى تدمير صناعة الصيد المحلية المهمة.
حياه تلك الطيور المائية كانت متنوعة للغاية ، حيث بلغ المجموع للأنواع 34 نوعًا تقريباً. أحد تلك الطيور وأشهرها وهي ثلاث أنواع وهي  طيور الفلامنجو ( الأنديز وجيمس والشيلي ) ، والتي عاشت في البحيرات الضحلة في الأجزاء الشمالية والشرقية من البحيرة. حدد جرد الطيور ، الذي تم إجراؤه في عام 2000 بالتعاون مع  جمعية الطيور العالمية.  ثبت وجود أنواع مهددة وغيرها من الأنواع شبه المهددة . ومن بين هؤلاء طائر النحام الأنديز وكوندور الأنديز .
تم تحديد مجموعة من 17 نباتًا عاليًا و 3 أنواع من الطحالب الإلكترونية في وحول بحيرة بوبو. بفعل الفيضانات المستمرة والجفاف ، عانت المنطقة الساحلية من اضطرابات ومشاكل كبيرة. و نتيجة لذلك ، لم يكن هناك أي وجود لأي نباتات على ضفاف البحيرة.

## آثار ضياع البحيرة
عانت تلك  المجتمعات المتناثرة المجاورة ثقافيًا وماليًا بسبب الإعتماد الاقتصاد المحلي على صيد البحيرة بشكل مطلق. زيادة على ذلك ، عدد كبير من الطيور الأصلية في بوليفيا ودوليًا تأثرت بشكل غير طبيعي بسبب فقدان الغذاء ، ومنطقة الهجرة السنوية.

## روابط خارجية
- أطروحة ماجستير حول المعادن الثقيلة في أنهار حوض بوبو[وصلة مكسورة][ رابط معطل دائم ]
- أطروحة ماجستير حول المعادن الثقيلة في بحيرة بوبو
- صور الأقمار الصناعية والمعلومات من وكالة ناسا حول بحيرة بوبو
- بحيرة تيتيكاكا وبحيرة بوبو وسالار دي أويوني في بوليفيا
- الصرف الصحي في بوليفيا
- تجف ثاني أكبر بحيرة في بوليفيا وقد تختفي إلى الأبد ، وتضيع بسبب تغير المناخ - The Guardian
- عرض Google Earth